# Lepidotrigona latipes
Lepidotrigona latipes är en biart som först beskrevs av Heinrich Friese 1900.  Lepidotrigona latipes ingår i släktet Lepidotrigona och familjen långtungebin. Inga underarter finns listade i Catalogue of Life.